# La Bazeuge
La Bazeuge, okzitanisch „La Baseuge“, ist eine französische Gemeinde mit 144 Einwohnern (Stand 1. Januar 2022). Sie gehört zur Region Nouvelle-Aquitaine, zum Département Haute-Vienne, zum Arrondissement Bellac und zum Kanton Châteauponsac. Nachbargemeinden sind Oradour-Saint-Genest im Norden, Tersannes im Nordosten, Dinsac im Südosten, Le Dorat im Südwesten und Azat-le-Ris im Nordwesten.

## Bevölkerungsentwicklung
| Jahr      | 1962 | 1968 | 1975 | 1982 | 1990 | 1999 | 2008 | 2013 |
| --------- | ---- | ---- | ---- | ---- | ---- | ---- | ---- | ---- |
| Einwohner | 276  | 264  | 260  | 215  | 191  | 163  | 166  | 133  |

## Sehenswürdigkeiten
- Gotische Brücke, genannt Pont du Cheix

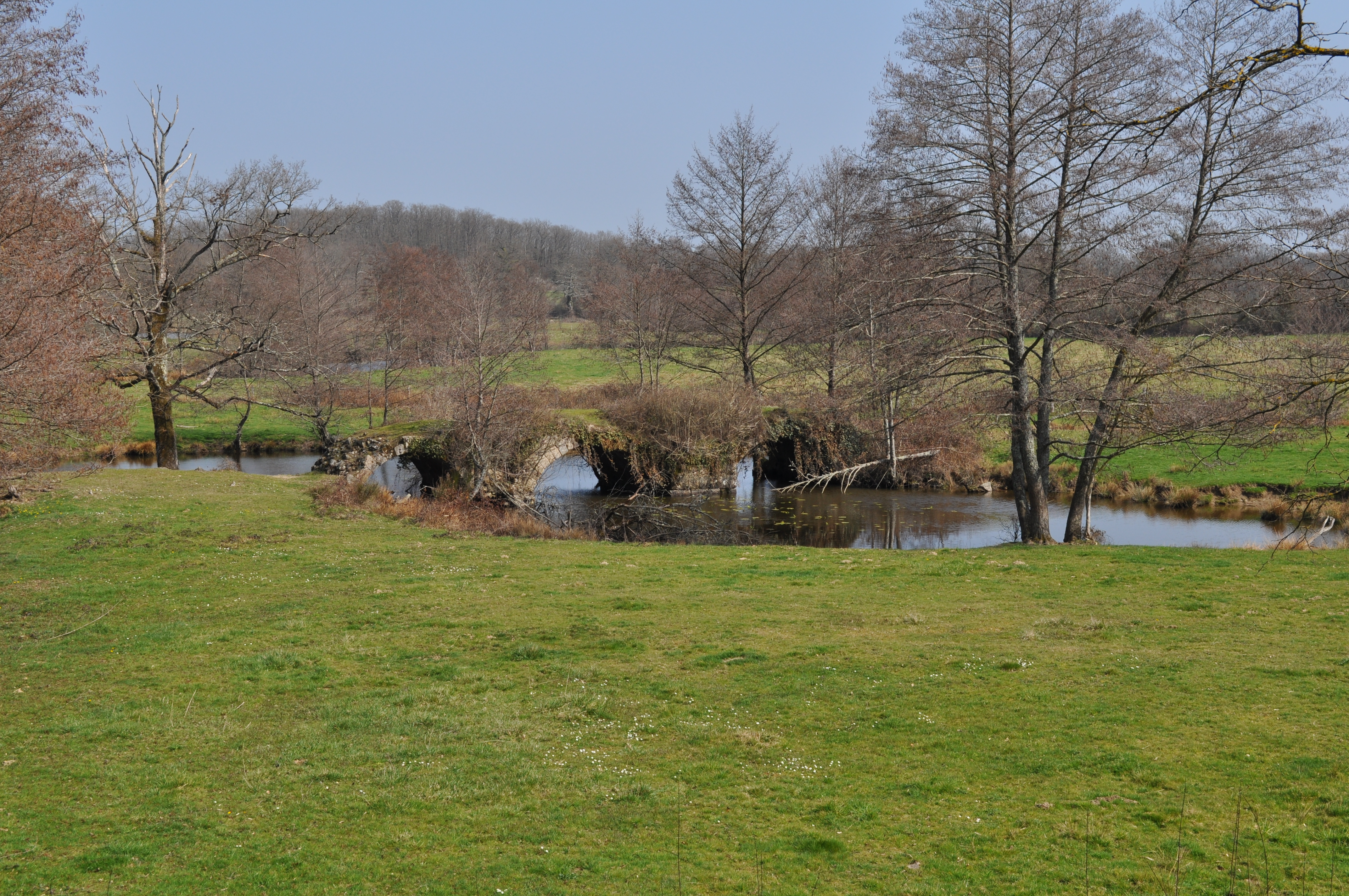
Pont du Cheix

- Kirche Saint-Léger
- Schloss Monteil